# Mart Kuusik
Hugo Maksimilian „Mart“ Kuusik (* 9. Dezember 1877 in Narva, Russisches Kaiserreich; † 24. August 1965 in Battle Ground, Indiana, Vereinigte Staaten) war ein für Russland startender estnischer Ruderer.
Der 1,73 m große Kuusik begann mit dem Rudersport beim Pernauer Ruder-Club in Pärnu, 1912 gehörte er dem Ruderverein Kalev St. Petersburg an.
Das russische Reich hatte 1900 erstmals mit vier Sportlern an den Olympischen Spielen teilgenommen, 1908 nahmen sechs Sportler teil. Zu den Olympischen Spielen 1912 entsandte das russische Reich 159 Teilnehmer. Mart Kuusik war der erste – und bis 1996 auch der einzige – Ruderer, der für Russland bei Olympischen Spielen antrat.
Zum Wettbewerb im Einer traten bei der Olympischen Regatta 1912 in Stockholm dreizehn Ruderer an. Es trafen jeweils zwei Ruderer aufeinander, der Sieger erreichte die nächste Runde. Kuusik musste in der ersten Runde zweimal gegen den Österreicher Alfred Heinrich antreten. Das erste Rennen gewann er, im Wiederholungsrennen wurde Heinrich disqualifiziert. Nachdem Kuusik im Viertelfinale den Ungarn Károly Levitzky geschlagen hatte, unterlag er im Halbfinale dem Belgier Polydore Veirman. Im anderen Halbfinale siegte der Brite William Kinnear gegen den Kanadier Everard Butler, im Finale gewann Kinnear gegen Veirman. Nur die Finalisten erhielten Medaillen, nach heutigen Maßstäben hätten die beiden Drittplatzierten Kuusik und Butler je eine Bronzemedaille erhalten.
Kuusik wanderte später in die Vereinigten Staaten aus.